# Экерле, Франц
Франц Экерле (нем. Franz Eckerle; 24 апреля 1912, Баден-Баден — 14 февраля 1942, в районе Великих Лук, РСФСР) — немецкий лётчик-ас, гауптман люфтваффе (1 июня 1941). Кавалер Рыцарского креста Железного креста с дубовыми листьями.

## Биография
Вступил в Люфтваффе до начала Второй мировой войны. В 1936 году учился в закрытой школе летчиков-истребителей.
С 1939 года — командир 3-й эскадрильи 76-й истребительной эскадры Люфтваффе. Участник Польской кампании вермахта и Французской кампаний. С 4 июня 1940 года — командир 6-й эскадрильи 54-й истребительной эскадры. Во время Битвы за Британию был пилотом истребителя-бомбардировщика. 1 июня 1941 года произведен в капитаны.
Участник войны на Восточном фронте. В начале операции «Барбаросса», 22 июня 1941 года, одержал свою пятую воздушную победу. Затем последовала серия воздушных побед. После своей 30-й воздушной победы 23 августа 1941 года Франц Экерле был награждён Рыцарским крестом Железного креста (18 сентября 1941). В это время командовал 6-й эскадрильей Jagdgeschwader 54. В ноябре 1941 года стал гауптманом, командовал 1-й эскадрильей 54-й истребительной эскадры «Грюнхерц» — «Зелёное сердце» (I. Gruppe Jagdgeschwader 54), с 20 декабря 1941 года — 1-й группы своей эскадры.
14 февраля 1942 года его самолет был сбит в воздушном бою с советскими истребителями под Великими Луками. Франц Экерле совершил вынужденную посадку на территории, контролируемой советскими войсками, и был убит советскими пехотинцами. С тех пор немцами считался пропавшим без вести. 12 марта 1942 года за 60-ю воздушную победу посмертно награждён Дубовыми листьями к Рыцарскому кресту Железного креста.
Всего за время боевых действий совершил 295 боевых вылетов и сбил 62 вражеских самолёта (из них 56 советских).